# Прапор Куявсько-Поморського воєводства
Прапор Куявсько-Поморського воєводства складається з трьох горизонтальних смуг, червоного (верхня), білого та чорного кольору. Біла смуга вдвічі ширша, ніж кожна з двох інших смуг. 
|  | Це незавершена стаття про прапори або знамена. Ви можете допомогти проєкту, виправивши або дописавши її. |